# بيلي باركس
بيلي باركس (بالإنجليزية: Billy Parks)‏ هو لاعب كرة قدم أمريكية أمريكي، ولد في 1948 في سانتا مونيكا في الولايات المتحدة، وتوفي في 22 يوليو 2009 في Hawi, Hawaii ‏ في الولايات المتحدة بسبب ورم ميلانيني.

## وصلات خارجية
- بيلي باركس على موقع مرجع كرة القدم المحترفة.كوم (الإنجليزية)